# Братиславский меридиан

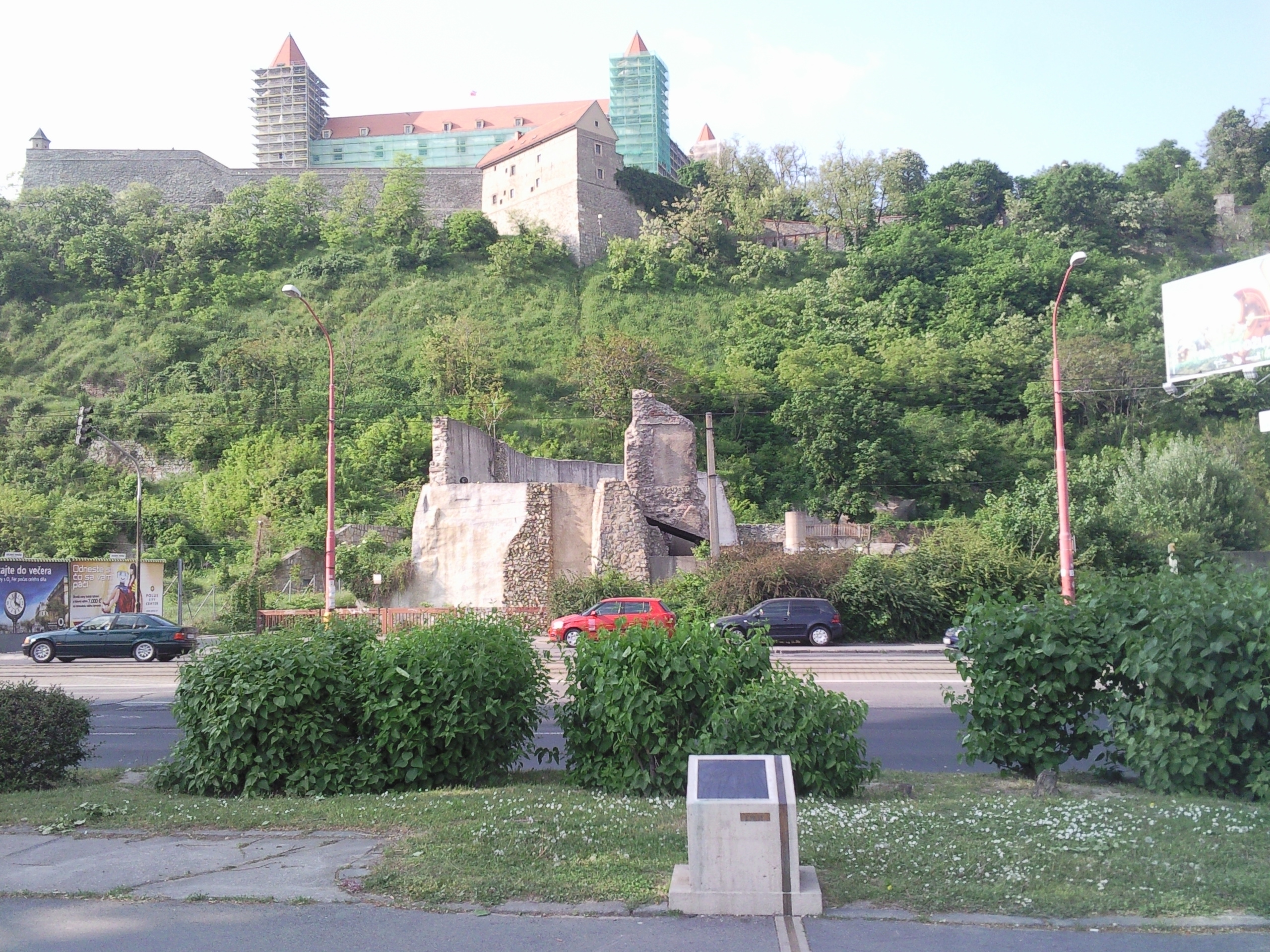
Памятный знак на месте прохождения Братиславского меридиана

Братиславский меридиан (словац. Bratislavský poludník) — меридиан, проходящий северо-восточную башню Братиславского града.
Знак, находящийся под аркой, представляет собой начальную точку отсчёта всех дорог Словакии — фактически это нулевой километр, который существует во многих городах мира.
Впервые долготу этой точки отсчёта использовал и дал название «Братиславский меридиан» в 1733 году словацко-венгерский инженер, математик, геодезист, картограф и астроном Самуил Миковини, работавший в Братиславе, престольном городе Венгерского королевства.
На картах С. Миковини Братиславский меридиан использовался в качестве исходного, поэтому появились местные исторические названия — «нулевой меридиан», или «Братиславский нулевой меридиан» (словац. Bratislavský nultý poludník).
В 1997 году в ходе подготовки к 250-летию со дня смерти С. Миковини был установлен памятный знак на месте, через которое проходит Братиславский меридиан, на некотором отдалении от Братиславского града, вблизи набережной.
Долгота Братиславского меридиана — 17°06′.